# Fuente-Álamo (Albacete)
Fuente-Álamo es un municipio español situado al sureste de la península ibérica, en la provincia de Albacete, dentro de la comunidad autónoma de Castilla-La Mancha. Se encuentra a 61 km de la capital provincial y en 2022 tenía una población de 2461 habitantes según los datos oficiales del INE.

## Toponimia
El origen del topónimo proviene, según la tradición, de la existencia de una fuente junto a un gran álamo, ya desaparecido.

## Geografía
Fuente-Álamo está localizado en el cuadrante suroriental de su provincia, a unos 800 m s. n. m.
Localidades limítrofes
|                                   | Norte: Pétrola, Corral-Rubio |                                         |
| Oeste: Chinchilla de Monte-Aragón |                              | Este: Jumilla, Montealegre del Castillo |
|                                   | Sur: Tobarra, Ontur          |                                         |

## Historia
Los primeros núcleos de población se localizaron en las montañas del término, aprovechando cuevas y abrigos naturales en la roca, o en pequeñas edificaciones frágiles. Se han encontrado restos de asentamientos neolíticos en Las Colleras, El Mainetico y El Mainetón; en el monte de Fortaleza se han encontrado restos no solo neolíticos, sino también celtíberos y romanos.

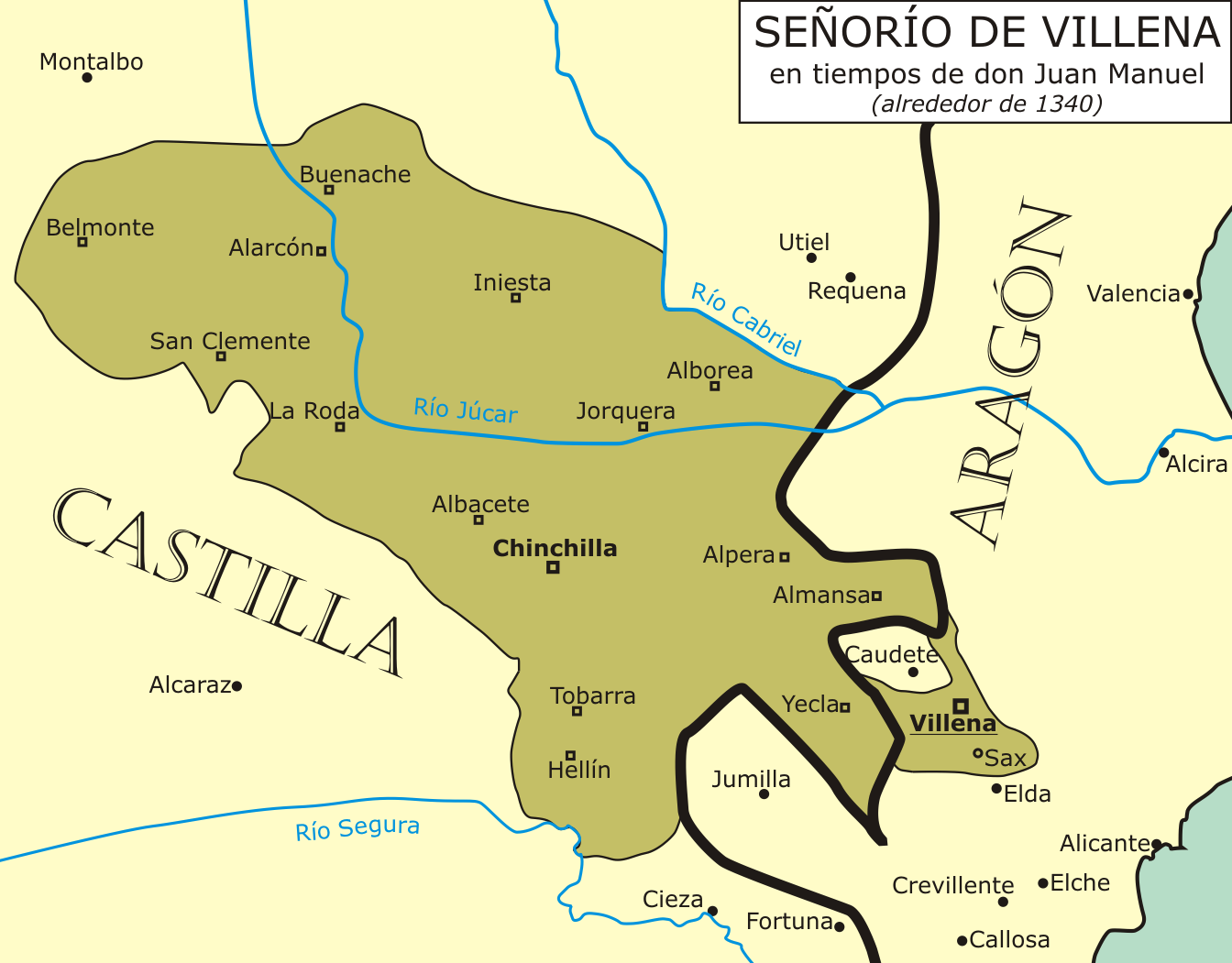
Extensión del señorío de Villena en tiempos de don Juan Manuel, alrededor de 1340.

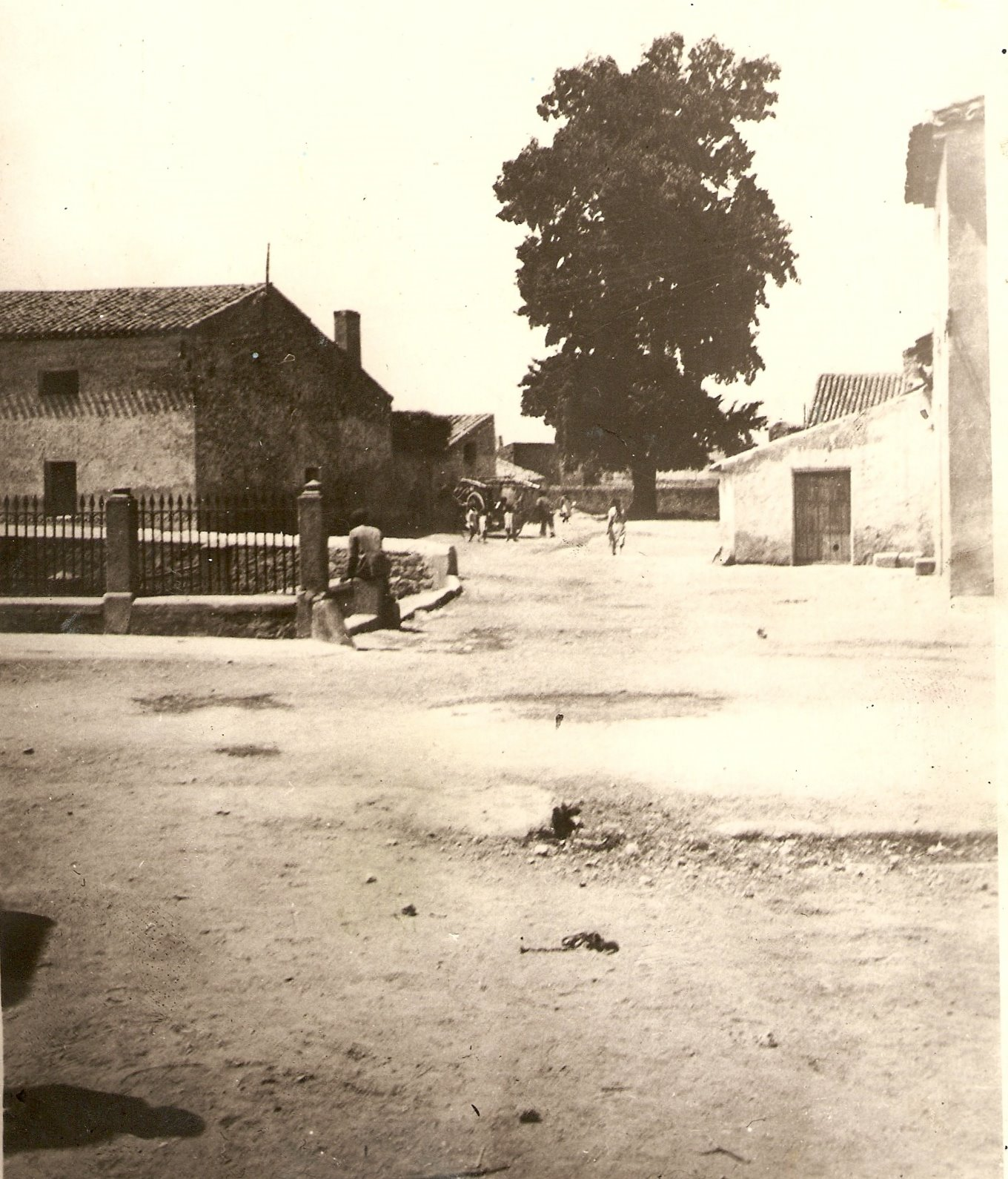
Fuente y álamo a los que se atribuye el origen del topónimo 'Fuente Álamo'. En la actualidad ambos han desaparecido.

Territorio perteneciente a la antigua Taifa de Murcia se convierte en dominio de la Corona de Castilla en virtud del Tratado de Alcaraz en 1243.
Los primeros datos concretos que se tienen de Fuente-Álamo se remontan hacia el año 1265, cuando este territorio pertenecía a la localidad de Alpera y era rico en manantiales naturales; de ahí que su nombre primero fuera Fuentes del Álamo.[cita requerida] En 1269 pasó a ser aldea de Chinchilla de Monte-Aragón, dentro del señorío de Villena, propiedad de los Manueles de Villena. En esta época se convierte en lugar de paso para el ganado y aparecen las primeras viviendas de pastores.
Con la creación del marquesado de Villena, Fuente-Álamo sigue ligado a Chinchilla de Monte-Aragón, ciudad a la que se mantendrá unido en 1480, cuando la población del marquesado se rebela en contra de Diego López Pacheco y el territorio pasa definitivamente a poder directo de la Corona de Castilla. Durante el siglo XVI ya existe una pequeña aldea con ermita y cementerio, de los que no queda nada.[cita requerida] Pasó al Reino de Murcia a mediados del siglo XVIII para pasar en 1822 a la provincia de Chinchilla, que solo perduró hasta 1823. 
En 1833 se constituyó definitivamente la provincia de Albacete, en la que se integró, recibiendo ese mismo año el título de villa. Durante esta época sufrió un impulso colonizador por el mayorazgo de Miguel López del Castillo Tejada, que favoreció la ocupación y cultivo del suelo, amén de ceder un buen número de tierras, gracias a las que el casco urbano creció en dirección al Cerrón. En el Diccionario de Madoz (1845-1850) aparece la siguiente descripción con interesante información sobre Fuente-Álamo durante el siglo XIX:

V[illa] con ayunt[amiento] en la prov[incia] [...] de Albacete (8 leg[uas]) [...] Sit[uada] en la ladera de un cerro con inclinacion al N. [...] tiene 280 casas, las 250 formando cuerpo de pobl[ación], y las restantes diseminadas por el térm[ino]; una reducida posada pública; escuela de instruccion primaria [...] una fuente con dos caños, tan abundante que además de proveer al vecindario para beber y demas usos doméstico, sorte un pilon para abrevadero de los ganados y un lavadero que sirve de depósito para regar la huerta llamada del Mayorazgo; hay una igl[esia] parr[oquial] de entrada (San Dionisio Areopagita) [...] y dando ya al campo se encuentra el cementerio que es muy reducido con respecto á la pobl[ación] [...] Dentro de [el término] se encuentran las ald[eas] y cas[eríos] de Agrio, Casa de la Peña de Cerezos, Casa nueva del Cabañil, Casa de la Parra de Lorente, Casa de las liebres, Cepero, Cerro en medio, Chortales, Huesas, Jaraba, Mainetes, Mojon de Ontur, Olimillo, Regajo, Tejarejo y Villacañas [...] el terreno participa de llano y montuoso con algunas cañas; lo hay bueno y de mediana calidad, con algunos trozos de regadío [...], lo restante es monte poblado de atocha, romero, mata rubia, jara y otros arbustos, algunos trozos de pinar y restos de sus frondosos carrascales, que aun cuando muy talados unos y otros desde la guerra de la Independencia á acá, todavia proveen de manderas de construccion civil, y leñas de combustible y carboneo. Caminos: los locales; los hay de herradura, carreteros y veredas, todos en buen estado. Prod[ucción]: trigo, centeno, cebada, avena, vino, aceite, azafran, esparto, madroños, abundantes yerbas de pasto, miel y cera; se cria ganado lanar y cabrio, y las caballerias necesarias para la agricultura; caza de perdices, conejos y liebres; algunos animales dañinos, como lobos y zorras. Ind[ustria]: la principal es la agricola; elaboracion del esparto en diferentes manufacturas, el carboneo, fabricacion de cal y teja, 2 telares de paños y lienzos ordinarios, y algunos otros de los oficios y artes mecánicas mas indispensables. Comercio: esportacion de ganados, azafran, esparto y sobrante de los demas frutos, é importancion de los art[ículos] de consumo que faltan; hay 2 tiendas de abaceria para el surtido de la v[illa]. Pobl[ación]: 284 vec[inos], 1244 alm[as] [...]
Diccionario de Madoz

A partir de la década de 1960 se produjo un importante aumento de población, que se tradujo en la expansión más importante del casco urbano en toda la historia de la localidad.

## Geografía humana

### Demografía
Cuenta con una población de 2417 habitantes (INE 2024).
| Gráfica de evolución demográfica de Fuente-Álamo entre 1842 y 2021                                                    |
| |
| Población de derecho según los censos de población del INE. Población de hecho según los censos de población del INE. |

### Economía
La base económica de Fuente-Álamo es eminentemente agrícola. El cultivo ha sido condicionado por el clima (escasez de agua y temperaturas extremas), lo que ha conducido a centrarse en la vid y el olivo, y en menor medida en la cebada, la avena y el almendro. Aunque no destaque la localidad por su carácter ganadero, esta actividad es un complemento de la actividad agrícola. El número de cabezas de ganado ovino y caprino se ha reducido progresivamente, por el hundimiento del mercado de la lana y la falta de pastores que saquen al ganado a pastar. Por el contrario el ganado porcino ha aumentado por la demanda de su carne.[cita requerida]
La actividad industrial de Fuente-Álamo está alcanzando buenas cotas de desarrollo, siendo importante por los beneficios que genera. La industria vinícola agrupa a la práctica totalidad de los productores en la Cooperativa Vitivinícola San Dionisio. Fundada en 1957, ha sido ampliada considerablemente con el paso del tiempo. Los vinos resultantes pertenecen a la Denominación de Origen Jumilla y se destinan al mercado nacional. La industria láctea se fundó en 1987 con la finalidad de elaborar queso fresco para el autoabastecimiento del municipio. Su desarrollo ha sido notable: la producción se ha ampliado a otros derivados lácteos y el mercado se ha extendido al ámbito nacional. A principios del año 2000 se creó una empresa familiar, para la transformación del poliéster, que se especializó en la fabricación de fregaderos de cocina, hidromasaje y platos de ducha, presente tanto a nivel nacional como internacional, hoy en día de las más importantes del municipio . La industria del mueble y la del calzado son de creación reciente, por influencia de las economías de Yecla y Almansa.

## Servicios públicos
El municipio cuenta con un centro de salud, polideportivo cubierto y piscina.

## Patrimonio

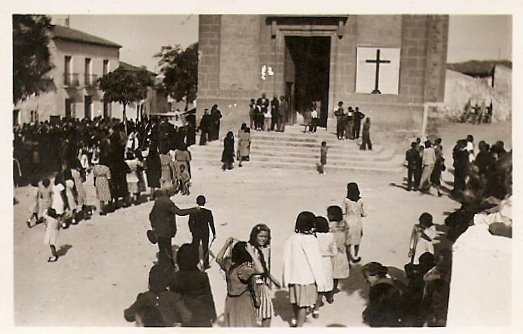
Plaza de la iglesia durante una celebración en la década de 1920.

- Iglesia parroquial de San Dionisio Areopagita: se construyó en el siglo XVIII, en estilo neoclásico, según los planos del arquitecto Lorenzo Alonso Franco.[8] Fue consagrada en 1798. Se usó en su construcción sillería para la parte baja y mampostería para la alta. La fachada del edificio es sencilla, adornada solo por unos ángeles que sostienen sobre el dintel de la puerta los emblemas de San Dionisio Areopagita: báculo, palma, libro y mitra. Culminada toda ella con una torre-campanario rectangular.[8] El templo es de nave única cubierta de bóveda de cañón, con capillas rehundidas en los muros, divididas por pilastras de capiteles jónicos. El ábside tiene una llamativa forma ultrasemicircular y está cubierto con cúpula. Fue pintada en 1954 por Manuel Muñoz Barberán, representando la Asunción de María. En el muro del ábside se abren dos puertas a ambos lados del altar, que comunican con dos sacristías gemelas. Sobre ambas puertas hay dos medallones pintados en grisalla que representan la Anunciación de María y la Visitación.[cita requerida]

- Las Colleras: se encuentra a 7 km al oeste del núcleo urbano, en la sierra homónima, y consiste en una serie de hendiduras geológicas en estratos calizos que reciben el nombre popular de toriles.[3] En ellos se han encontrado habitaciones neolíticas, así como instrumentos propios de este periodo y arenisca para pulimentar.[3]

- Cerro Fortaleza: se sitúa 3 km al sur de la población. En su cima se han hallado los restos de una gran fortificación en la que se evidencian restos neolíticos, celtíberos y romanos.[3] Los restos neolíticos incluyen armas fabricadas con sillimanita, piedra que no existe en la región y que manifiesta la existencia de comercio ya en dicha época.[3]

## Cultura

### Fiestas
- Fiestas patronales: se celebran en honor de San Dionisio Areopagita del 8 al 12 de octubre.[3] Se inician con la pisa simbólica de la uva en cubas de madera, ofreciendo el caldo resultante al Santo Patrón, seguido de una exhibición de bailes regionales.[9]

- Semana Santa:[3] participan las Hermandades de Jesús Nazareno, La Dolorosa y San Juan.[cita requerida]

- Fiesta de San Marcos: se celebra el 25 de abril,[3] realizándose comidas y meriendas campestres. La fiesta suele prolongarse hasta el día siguiente, que se denomina comúnmente San Marquicos. Es típico de estas meriendas el hornazo, dulce tradicional acompañado de huevos cocidos.[9]

- Baile de los gazpachos: se celebra el 14 de agosto, con una popular gazpachada, la mayor de la provincia.[9]

- Fiestas de San Antón y San Blas: es costumbre recoger leña, sarmientos, y junto a los objetos inservibles de las casas, la víspera de ambos santos al atardecer, hacer hogueras familiares en las calles.[9] El refranero popular recogió esta costumbre en el dicho La hoguerita de San Antón que nos guarde el chicharrón; y la de San Blas que nos guarde la "tajá".

### Gastronomía
La gastronomía típica de Fuente-Álamo hunde sus raíces en los orígenes pastoriles de la localidad, abundando los platos fuertes con gran valor calórico. Destacan los gazpachos, que no deben confundirse con el gazpacho andaluz. La base de las distintas recetas son las tradicionales tortas de gazpacho, pudiendo variar el resto de los ingredientes. Los gazpachos manchegos suelen elaborarse con carnes de caza (conejo, liebre, perdiz) y caracoles. Los gazpachos viudos se cocinan sin carne, empleando en su lugar la patata, tomate y pimiento. Otra variedad de gazpacho viudo es el elaborado sólo con tocino de cerdo. Los gazpachos con orugas se cocinan con la planta así llamada, recogida por los campos y montes del lugar. 
También típica es la ajiharina, unas gachas de harina, patatas y trozos de guarra, embutido típico del lugar. Las gachas de mataero son típicas de los días de matanza del cerdo. Se elaboran con harina o pan duro, el hígado y la panceta del cerdo, y suelen condimentarse con variedad de especias. Una vez cocinado es típico echarles por encima abundantes piñones. El ajibolo o ajo de mortero es el tradicional atascaburras manchego, pero sin nueces. En invierno son típicas las gachasmigas, elaboradas con harina, patatas, ajos, aceite, agua y sal.
Además de los platos, un producto típico de Fuente-Álamo es su queso de cabra, en un principio elaborado en casas particulares, aunque en la actualidad su producción industrial es mucho mayor.
En cuanto a los dulces típicos, destacan el hornazo, el arrope, las tortas de manteca, las flores y los panecicos dulces.[cita requerida]